# Europamästerskapet i volleyboll för damer 1967
Europamästerskapet 1967 i volleyboll för damer hölls 26 oktober till 7 november 1967 i Adana, Ankara, Istanbul och Izmir, Turkiet. Det var den 7:e upplagan av turneringen och 15 landslag från  CEV:s medlemsförbund deltog. Sovjetunionen vann tävlingen för 6:e gången, med Polen på andra plats och Tjeckoslovakien på tredje plats.

## Regelverk

### Format
Tävlingen genomfördes i två gruppspelsrundor.
- I den första rundan delades lagen in i fyra grupper om fyra lag (i ett fall tre lag).
- De två främsta i varje grupp gick vidare till gruppspel om plats 1-8 i den andra rundan, medan de sista lagen i varje grupp gick vidare till gruppspel om plats 9-15 i den andra rundan.
- Lagen tog vidare resultaten från inbördes möten från den första rundan till den andra

### Metod för att bestämma tabellplacering
Laget som vann en match tilldelades 2 poäng och laget som förlorade tilldelades 1 poäng. 
Rankningsordningen i serien definierades utifrån:
- Poäng
- Kvot vunna/förlorade set
- Kvot vunna/förlorade poäng.
- Inbördes möte(n)

## Deltagande lag
| Lag             | Deltog senast  |
| --------------- | -------------- |
| Belgien         | Debut          |
| Bulgarien       | Rumänien 1963  |
| Tjeckoslovakien | Rumänien 1963  |
| Östtyskland     | Rumänien 1963  |
| Västtyskland    | Rumänien 1963  |
| Israel          | Debut          |
| Italien         | Frankrike 1951 |
| Nederländerna   | Rumänien 1963  |
| Polen           | Rumänien 1963  |
| Rumänien        | Rumänien 1963  |
| Sverige         | Debut          |
| Schweiz         | Debut          |
| Turkiet         | Rumänien 1963  |
| Ungern          | Rumänien 1963  |
| Sovjetunionen   | Rumänien 1963  |

## Turneringen

### Gruppspelsfasen
| Grupp A     | Grupp B   | Grupp C         | Grupp D       |
| ----------- | --------- | --------------- | ------------- |
| Östtyskland | Bulgarien | Belgien         | Nederländerna |
| Italien     | Israel    | Tjeckoslovakien | Schweiz       |
| Rumänien    | Sverige   | Västtyskland    | Sovjetunionen |
| Ungern      | Turkiet   | Polen           | -             |

#### Grupp A

##### Resultat
| 26 oktober 1967 ?, Ankara Speltid: ? - Åskådare: ? | Östtyskland | 3 - 0 | Ungern      | 15-12, 15-8, 15-5  |
| 26 oktober 1967 ?, Ankara Speltid: ? - Åskådare: ? | Rumänien    | 3 - 0 | Italien     | 15-8, 15-7, 15-7   |
| 27 oktober 1967 ?, Ankara Speltid: ? - Åskådare: ? | Ungern      | 3 - 0 | Rumänien    | 15-12, 15-10, 15-6 |
| 27 oktober 1967 ?, Ankara Speltid: ? - Åskådare: ? | Östtyskland | 3 - 0 | Italien     | 15-13, 15-1, 15-3  |
| 28 oktober 1967 ?, Ankara Speltid: ? - Åskådare: ? | Ungern      | 3 - 0 | Italien     | 15-9, 15-2, 15-7   |
| 28 oktober 1967 ?, Ankara Speltid: ? - Åskådare: ? | Rumänien    | 3 - 0 | Östtyskland | 16-14, 15-13, 15-9 |

##### Sluttabell
| Pos. | Lag         | Pt | G | V | P | VS | FS | Kvot  | VP  | FP  | Kvot  |
| ---- | ----------- | -- | - | - | - | -- | -- | ----- | --- | --- | ----- |
| 1.   | Östtyskland | 5  | 3 | 2 | 1 | 6  | 3  | 2,000 | 126 | 88  | 1,431 |
| 2.   | Rumänien    | 5  | 3 | 2 | 1 | 6  | 3  | 2,000 | 115 | 91  | 1,263 |
| 3.   | Ungern      | 5  | 3 | 2 | 1 | 6  | 3  | 2,000 | 119 | 103 | 1,155 |
| 4.   | Italien     | 3  | 3 | 0 | 3 | 0  | 9  | 0,000 | 57  | 135 | 0,422 |

      Kvalificerade för spel om plats 1-8.
      Kvalificerade för spel om plats 9-15.

#### Grupp B

##### Resultat
| 26 oktober 1967 ?, Istanbul Speltid: ? - Åskådare: ? | Turkiet   | 3 - 0 | Sverige | 15-7, 15-10, 15-9         |
| 26 oktober 1967 ?, Istanbul Speltid: ? - Åskådare: ? | Bulgarien | 3 - 0 | Israel  | 15-0, 15-1, 15-6          |
| 27 oktober 1967 ?, Istanbul Speltid: ? - Åskådare: ? | Bulgarien | 3 - 0 | Turkiet | 15-3, 15-5, 15-8          |
| 27 oktober 1967 ?, Istanbul Speltid: ? - Åskådare: ? | Israel    | 3 - 0 | Sverige | 15-1, 15-8, 15-2          |
| 28 oktober 1967 ?, Istanbul Speltid: ? - Åskådare: ? | Israel    | 3 - 1 | Turkiet | 15-11, 15-12, 10-15, 15-8 |
| 28 oktober 1967 ?, Istanbul Speltid: ? - Åskådare: ? | Bulgarien | 3 - 0 | Sverige | 15-2, 15-3, 15-4          |

##### Sluttabell
| Pos. | Lag       | Pt | G | V | P | VS | FS | Kvot  | VP  | FP  | Kvot  |
| ---- | --------- | -- | - | - | - | -- | -- | ----- | --- | --- | ----- |
| 1.   | Bulgarien | 6  | 3 | 3 | 0 | 9  | 0  | MAX   | 135 | 32  | 4,218 |
| 2.   | Israel    | 5  | 3 | 2 | 1 | 6  | 4  | 1,500 | 107 | 102 | 1,049 |
| 3.   | Turkiet   | 4  | 3 | 1 | 2 | 4  | 6  | 0,666 | 107 | 126 | 0,849 |
| 4.   | Sverige   | 3  | 3 | 0 | 3 | 0  | 9  | 0,000 | 46  | 135 | 0,340 |

      Kvalificerade för spel om plats 1-8.
      Kvalificerade för spel om plats 9-15.

#### Grupp C

##### Resultat
| 26 oktober 1967 ?, Adana Speltid: ? - Åskådare: ? | Tjeckoslovakien | 3 - 0 | Belgien         | 15-1, 15-0, 15-3               |
| 26 oktober 1967 ?, Adana Speltid: ? - Åskådare: ? | Polen           | 3 - 0 | Västtyskland    | 15-0, 15-3, 15-2               |
| 27 oktober 1967 ?, Adana Speltid: ? - Åskådare: ? | Västtyskland    | 3 - 0 | Belgien         | 15-8, 15-9, 15-13              |
| 27 oktober 1967 ?, Adana Speltid: ? - Åskådare: ? | Polen           | 3 - 2 | Tjeckoslovakien | 15-9, 15-10, 5-15, 10-15, 15-6 |
| 28 oktober 1967 ?, Adana Speltid: ? - Åskådare: ? | Tjeckoslovakien | 3 - 0 | Västtyskland    | 15-0, 15-4, 15-2               |
| 28 oktober 1967 ?, Adana Speltid: ? - Åskådare: ? | Polen           | 3 - 0 | Belgien         | 15-3, 15-0, 15-3               |

##### Sluttabell
| Pos. | Lag             | Pt | G | V | P | VS | FS | Kvot  | VP  | FP  | Kvot  |
| ---- | --------------- | -- | - | - | - | -- | -- | ----- | --- | --- | ----- |
| 1.   | Polen           | 6  | 3 | 3 | 0 | 9  | 2  | 4,500 | 150 | 66  | 2,272 |
| 2.   | Tjeckoslovakien | 5  | 3 | 2 | 1 | 8  | 3  | 2,666 | 145 | 70  | 2,071 |
| 3.   | Västtyskland    | 4  | 3 | 1 | 2 | 3  | 6  | 0,500 | 56  | 120 | 0,466 |
| 4.   | Belgien         | 3  | 3 | 0 | 3 | 0  | 9  | 0,000 | 40  | 135 | 0,296 |

      Kvalificerade för spel om plats 1-8.
      Kvalificerade för spel om plats 9-15.

#### Grupp D

##### Resultat
| 26 oktober 1967 ?, Izmir Speltid: ? - Åskådare: ? | Nederländerna | 3 - 0 | Schweiz       | 15-1, 15-5, 15-2  |
| 27 oktober 1967 ?, Izmir Speltid: ? - Åskådare: ? | Sovjetunionen | 3 - 0 | Schweiz       | 15-2, 15-3, 15-2  |
| 28 oktober 1967 ?, Izmir Speltid: ? - Åskådare: ? | Sovjetunionen | 3 - 0 | Nederländerna | 15-10, 15-7, 15-4 |

##### Sluttabell
| Pos. | Lag           | Pt | G | V | P | VS | FS | Kvot  | VP | FP | Kvot  |
| ---- | ------------- | -- | - | - | - | -- | -- | ----- | -- | -- | ----- |
| 1.   | Sovjetunionen | 4  | 2 | 2 | 0 | 6  | 0  | MAX   | 90 | 28 | 3,214 |
| 2.   | Nederländerna | 3  | 2 | 1 | 1 | 3  | 3  | 1,000 | 66 | 53 | 1,245 |
| 3.   | Schweiz       | 2  | 2 | 0 | 2 | 0  | 6  | 0,000 | 15 | 90 | 0,166 |

      Kvalificerade för spel om plats 1-8.
      Kvalificerade för spel om plats 9-15.

### Slutspelsfasen

#### Spel om plats 1-8

##### Resultat
| 1º november 1967 ?, Izmir Speltid: ? - Åskådare: ? | Ungern          | 3 - 0 | Israel          | 15-7, 15-5, 15-4           |
| 1º november 1967 ?, Izmir Speltid: ? - Åskådare: ? | Tjeckoslovakien | 3 - 0 | Nederländerna   | 15-1, 15-6, 15-8           |
| 1º november 1967 ?, Izmir Speltid: ? - Åskådare: ? | Sovjetunionen   | 3 - 0 | Bulgarien       | 15-5, 15-3, 15-0           |
| 1º november 1967 ?, Izmir Speltid: ? - Åskådare: ? | Polen           | 3 - 1 | Östtyskland     | 15-11, 17-15, 13-15, 15-10 |
| 2 november 1967 ?, Izmir Speltid: ? - Åskådare: ?  | Nederländerna   | 3 - 0 | Israel          | 15-10, 15-10, 15-6         |
| 2 november 1967 ?, Izmir Speltid: ? - Åskådare: ?  | Tjeckoslovakien | 3 - 0 | Bulgarien       | 15-6, 15-9, 15-10          |
| 2 november 1967 ?, Izmir Speltid: ? - Åskådare: ?  | Polen           | 3 - 1 | Ungern          | 15-8, 3-15, 17-15, 15-10   |
| 2 november 1967 ?, Izmir Speltid: ? - Åskådare: ?  | Sovjetunionen   | 3 - 0 | Östtyskland     | 15-1, 15-3, 15-2           |
| 3 november 1967 ?, Izmir Speltid: ? - Åskådare: ?  | Tjeckoslovakien | 3 - 0 | Israel          | 15-4, 15-1, 15-2           |
| 3 november 1967 ?, Izmir Speltid: ? - Åskådare: ?  | Polen           | 3 - 0 | Nederländerna   | 15-3, 15-10, 15-3          |
| 3 november 1967 ?, Izmir Speltid: ? - Åskådare: ?  | Östtyskland     | 3 - 0 | Bulgarien       | 15-10, 15-13, 15-11        |
| 3 november 1967 ?, Izmir Speltid: ? - Åskådare: ?  | Sovjetunionen   | 3 - 0 | Ungern          | 15-2, 15-0, 15-0           |
| 5 november 1967 ?, Izmir Speltid: ? - Åskådare: ?  | Polen           | 3 - 0 | Israel          | 15-2, 15-2, 15-4           |
| 5 november 1967 ?, Izmir Speltid: ? - Åskådare: ?  | Östtyskland     | 3 - 1 | Nederländerna   | 15-5, 17-15, 8-15, 15-5    |
| 5 november 1967 ?, Izmir Speltid: ? - Åskådare: ?  | Ungern          | 3 - 0 | Bulgarien       | 15-12, 15-12, 15-11        |
| 5 november 1967 ?, Izmir Speltid: ? - Åskådare: ?  | Sovjetunionen   | 3 - 0 | Tjeckoslovakien | 15-4, 15-10, 15-4          |
| 6 november 1967 ?, Izmir Speltid: ? - Åskådare: ?  | Sovjetunionen   | 3 - 0 | Israel          | 15-7, 15-1, 15-1           |
| 6 november 1967 ?, Izmir Speltid: ? - Åskådare: ?  | Ungern          | 3 - 1 | Nederländerna   | 15-2, 15-4, 12-15, 15-5    |
| 6 november 1967 ?, Izmir Speltid: ? - Åskådare: ?  | Polen           | 3 - 0 | Bulgarien       | 15-6, 15-10, 15-9          |
| 6 november 1967 ?, Izmir Speltid: ? - Åskådare: ?  | Tjeckoslovakien | 3 - 0 | Östtyskland     | 15-9, 15-13, 15-7          |
| 7 november 1967 ?, Izmir Speltid: ? - Åskådare: ?  | Sovjetunionen   | 3 - 0 | Polen           | 15-7, 15-10, 15-10         |
| 7 november 1967 ?, Izmir Speltid: ? - Åskådare: ?  | Östtyskland     | 3 - 0 | Israel          | 15-2, 15-2, 15-2           |
| 7 november 1967 ?, Izmir Speltid: ? - Åskådare: ?  | Bulgarien       | 3 - 1 | Nederländerna   | 15-8, 11-15, 15-4, 15-10   |
| 7 november 1967 ?, Izmir Speltid: ? - Åskådare: ?  | Tjeckoslovakien | 3 - 1 | Ungern          | 15-11, 15-8, 9-15, 15-6    |

##### Sluttabell
| Pos. | Lag             | Pt | G | V | P | VS | FS | Kvot  | VP  | FP  | Kvot  |
| ---- | --------------- | -- | - | - | - | -- | -- | ----- | --- | --- | ----- |
| 1.   | Sovjetunionen   | 14 | 7 | 7 | 0 | 21 | 0  | MAX   | 315 | 91  | 3,461 |
| 2.   | Polen           | 13 | 7 | 6 | 1 | 18 | 7  | 2,571 | 332 | 248 | 1,338 |
| 3.   | Tjeckoslovakien | 12 | 7 | 5 | 2 | 17 | 7  | 2,428 | 307 | 221 | 1,389 |
| 4.   | Östtyskland     | 11 | 7 | 4 | 3 | 13 | 10 | 1,300 | 276 | 255 | 1,082 |
| 5.   | Ungern          | 10 | 7 | 3 | 4 | 11 | 13 | 0,846 | 262 | 271 | 0,966 |
| 6.   | Bulgarien       | 9  | 7 | 2 | 5 | 6  | 16 | 0,375 | 228 | 269 | 0,847 |
| 7.   | Nederländerna   | 8  | 7 | 1 | 6 | 6  | 18 | 0,333 | 200 | 329 | 0,607 |
| 8.   | Israel          | 7  | 7 | 0 | 7 | 0  | 21 | 0,000 | 79  | 315 | 0,250 |

#### Spel om plats 9-15

##### Resultat
| 2 november 1967 ?, Ankara Speltid: ? - Åskådare: ? | Rumänien     | 3 - 0 | Belgien      | 15-0, 15-0, 15-3               |
| 2 november 1967 ?, Ankara Speltid: ? - Åskådare: ? | Italien      | 3 - 0 | Sverige      | 15-3, 15-3, 15-0               |
| 2 november 1967 ?, Ankara Speltid: ? - Åskådare: ? | Västtyskland | 3 - 0 | Schweiz      | 15-5, 15-6, 15-12              |
| 3 november 1967 ?, Ankara Speltid: ? - Åskådare: ? | Västtyskland | 3 - 0 | Italien      | 16-14, 15-8, 15-8              |
| 3 november 1967 ?, Ankara Speltid: ? - Åskådare: ? | Turkiet      | 3 - 1 | Schweiz      | 15-8, 10-15, 15-12, 15-7       |
| 3 november 1967 ?, Ankara Speltid: ? - Åskådare: ? | Belgien      | 3 - 0 | Sverige      | 15-6, 15-9, 15-6               |
| 4 november 1967 ?, Ankara Speltid: ? - Åskådare: ? | Italien      | 3 - 1 | Turkiet      | 15-10, 15-12, 13-15, 15-1      |
| 4 november 1967 ?, Ankara Speltid: ? - Åskådare: ? | Västtyskland | 3 - 0 | Sverige      | 15-5, 15-8, 15-3               |
| 4 november 1967 ?, Ankara Speltid: ? - Åskådare: ? | Rumänien     | 3 - 0 | Schweiz      | 15-1, 15-1, 15-3               |
| 6 november 1967 ?, Ankara Speltid: ? - Åskådare: ? | Västtyskland | 3 - 2 | Turkiet      | 15-8, 15-7, 9-15, 12-15, 15-12 |
| 6 november 1967 ?, Ankara Speltid: ? - Åskådare: ? | Rumänien     | 3 - 0 | Sverige      | 15-3, 15-0, 15-4               |
| 6 november 1967 ?, Ankara Speltid: ? - Åskådare: ? | Schweiz      | 3 - 2 | Belgien      | 15-8, 6-15, 5-15, 15-6, 15-7   |
| 7 november 1967 ?, Ankara Speltid: ? - Åskådare: ? | Italien      | 3 - 1 | Schweiz      | 15-11, 15-6, 15-17, 15-3       |
| 7 november 1967 ?, Ankara Speltid: ? - Åskådare: ? | Turkiet      | 3 - 0 | Belgien      | 15-9, 15-9, 15-8               |
| 7 november 1967 ?, Ankara Speltid: ? - Åskådare: ? | Rumänien     | 3 - 0 | Västtyskland | 15-1, 15-2, 15-4               |
| 8 november 1967 ?, Ankara Speltid: ? - Åskådare: ? | Rumänien     | 3 - 0 | Turkiet      | 15-1, 15-0, 15-2               |
| 8 november 1967 ?, Ankara Speltid: ? - Åskådare: ? | Italien      | 3 - 0 | Belgien      | 15-7, 15-10, 15-8              |
| 8 november 1967 ?, Ankara Speltid: ? - Åskådare: ? | Schweiz      | 3 - 1 | Sverige      | 15-11, 15-9, 11-15, 15-11      |

##### Sluttabell
| Pos. | Lag          | Pt | G | V | P | VS | FS | Kvot  | VP  | FP  | Kvot  |
| ---- | ------------ | -- | - | - | - | -- | -- | ----- | --- | --- | ----- |
| 1.   | Rumänien     | 12 | 6 | 6 | 0 | 18 | 0  | MAX   | 270 | 47  | 5,744 |
| 2.   | Västtyskland | 11 | 6 | 5 | 1 | 15 | 5  | 3,000 | 254 | 201 | 1,263 |
| 3.   | Italien      | 10 | 6 | 4 | 2 | 12 | 8  | 1,500 | 260 | 197 | 1,319 |
| 4.   | Turkiet      | 9  | 6 | 3 | 3 | 12 | 10 | 1,200 | 243 | 263 | 0,924 |
| 5.   | Schweiz      | 8  | 6 | 2 | 4 | 8  | 15 | 0,533 | 219 | 302 | 0,725 |
| 6.   | Belgien      | 7  | 6 | 1 | 5 | 5  | 15 | 0,333 | 180 | 257 | 0,700 |
| 7.   | Sverige      | 6  | 6 | 0 | 6 | 1  | 18 | 0,055 | 122 | 281 | 0,434 |

## Slutplaceringar
| Pos | Lag             |
| --- | --------------- |
|     | Sovjetunionen   |
|     | Polen           |
|     | Tjeckoslovakien |
| 4   | Östtyskland     |
| 5   | Ungern          |
| 6   | Bulgarien       |
| 7   | Nederländerna   |
| 8   | Israel          |
| 9   | Rumänien        |
| 10  | Västtyskland    |
| 11  | Italien         |
| 12  | Turkiet         |
| 13  | Schweiz         |
| 14  | Belgien         |
| 15  | Sverige         |